# Phaca
- Commons
- Wikispecies

Phaca é um género botânico pertencente à família Fabaceae.

## Classificação do gênero
| Sistema | Classificação                      | Referência               |
| ------- | ---------------------------------- | ------------------------ |
| Linné   | Classe Diadelphia, ordem Decandria | Species plantarum (1753) |